# SC Spremberg 1896
Maillots
Dernière mise à jour : 17 mars 2011.
Le SC Spremberg 1896 est un club omnisports allemand localisé à Spremberg au Sud-Est du Brandebourg.
Outre le Football, ce club comporte des sections de Handball et de Tennis de table.

## Histoire (football)

### Préambule
La localité de Spremberg connut un club fondé le 14 juin 1896, sous l’appellation Eichenkranz Slamen. Il s’agissait d’une "Turn Verein", un cercle gymnique. En août de la même année, le club décida de s’affilier à la Deutschen Arbeiter-Turner-Bund, une fédération ouvrière.
Ce fut en août 1911 qu’un premier match de football fut joué. Le club se développa surtout après la Première Guerre mondiale. Mais après 1933 et l’arrivée au pouvoir des Nazis, le club disparut comme tous les cercles des ligues ou de souche ouvrières (donc socialiste ou communiste), parce que jugés politiquement incorrects par le régime hitlérien.
Après la Seconde Guerre mondiale, le football refit son apparition avec la constitution de la SG Spremberg qui devint par la suite la BSG Einheit Spremberg.
En 1956, la section football de la BSG Einheit Spremberg fut fusionnée avec la BSG Aktivist Schwarze Pumpe. Deux ans plus tard, ce club fut déménagé à Hoyerswerda et y devint le BSG Aktivist Schwarze Pumpe Hoyerswerda.

### BSG Turbine Spremberg
En 1958, un cercle sportif fut reconstitué à Spremberg avec le soutien de l’usine Kraftwerk Trattendorf, ce fut la BSG Turbine Spremberg.
En football, l’équipe "Premières" débuta en Kreisliga Spremberg, soit à l’époque, au 6e niveau de la hiérarchie du football est-allemand. Turbine Spremberg remporta directement le titre et monta en Berziksklasse Cottbus.
En 1960, le cercle monta en Bezirksliga Cottbus et y évolua jusqu’au terme de la saison 1962-1963.
La BSG Turbine Spremberg dut alors attendre 1977 pour revenir en Bezirksliga, qui était alors devenue équivalente à une Division 3.
En 1982, le club finit vice-champion de la Bezirksliga Cottbus. Il fut relégué en Bezirksklasse en 1985.
En 1990, les membres du Turbine Spremberg changèrent  son nom en SC Spremberg 1896.

### SC Spremberg 1896
Depuis 2001, le SC Spremberg 1896 évolue en Landesklasse Süd de la Fußball-Landesverband Brandenburg (FLB), soit au 8e niveau de la hiérarchie de la DFB.

## Palmarès

### BSG Turbine Spremberg
- Champion de la Kreisliga Spremberg: 1958.
- Vice-champion de la Bezirksliga Cottbus: 1982

## Localisation

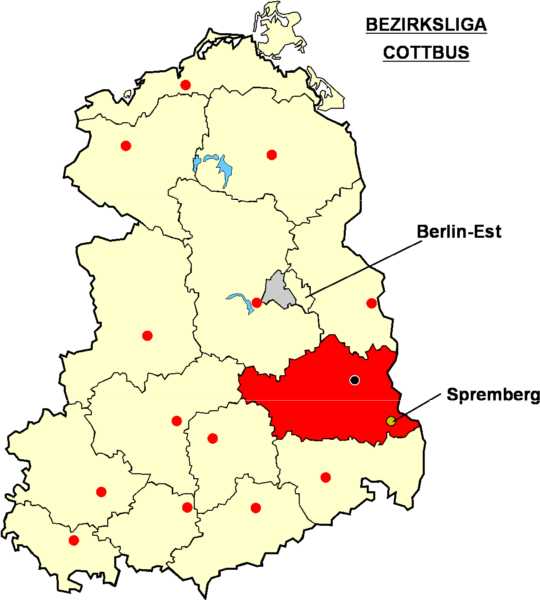
Localisation de Spremberg dans la Bezirksliga Cottbus à l’époque de la RDA